# Desa Margasari (administrativ by i Indonesien, Jawa Barat, lat -7,02, long 108,62)
Desa Margasari är en administrativ by i Indonesien.   Den ligger i provinsen Jawa Barat, i den västra delen av landet, 220 km öster om huvudstaden Jakarta.